# داناي غارسيا
داناي غارسيا (بالإسبانية: Danay García) مواليد (5 يوليو، 1984؛ هافانا) ممثلة كوبية، اشتهرت بظهورها في مسلسل الدراما والرعب اخشوا الموتى السائرون بشخصيو لوسيانا على قناة إيه إم سي، كما ظهرت في مسلسل الهروب الكبير بشخصية صوفيا لوغو على قناة فوكس.

## نشأتها
ولدت داناي غارسيا في هافانا، كوبا، والدها من اصول إيطالية - صينية، ووالدتها من اصول إسبانية - كوبية.

## سيرتها الفنية

### تلفاز
| السنة   | العنوان               | الدور       | ملاحظات      |
| ------- | --------------------- | ----------- | ------------ |
| 2007    | سي إس آي: ميامي       | كاميل تافيز | حلقة واحدة   |
| 09-2007 | الهروب الكبير         | صوفيا لوغو  | 15 حلقة      |
| 2009    | سي اس آي: نيويورك     | فلورا بولوك | حلقة واحدة   |
| 2013    | خارق للطبيعة          | إيلي        | حلقة واحدة   |
| 2016    | اخشوا الموتى السائرون | لوسيانا     | شخصية متكررة |

## وصلات خارجية
- داناي غارسيا على موقع IMDb (الإنجليزية)
- داناي غارسيا على موقع ألو سيني (الفرنسية)
- داناي غارسيا على موقع أول موفي (الإنجليزية)
- داناي غارسيا على موقع قاعدة بيانات الفيلم (الإنجليزية)
- داناي غارسيا على موقع كينوبويسك (الروسية)